# Grote Prijs van Lillers 2024
De 59e editie van de wielerwedstrijd Grote Prijs van Lillers vond plaats op 3 maart 2024. De wedstrijd vond plaats in en rond Lillers en maakte deel uit van de UCI Europe Tour, met de categorie 1.2. De Fransman Emmanuel Morin won.

## Uitslag
| Plaats  | Naam                   | Ploeg                        | Tijd     |
| ------- | ---------------------- | ---------------------------- | -------- |
| Winnaar | Emmanuel Morin         | Van Rysel-Roubaix            | 4u28'38" |
| 2       | Steffen De Schuyteneer | Lotto Dstny Dev.             | z.t.     |
| 3       | Antoine Aebi           | Elite Fondations             | z.t.     |
| 4       | Théo Delacroix         | St Michel-Mavic-Auber93      | z.t.     |
| 5       | Lars Vanden Heede      | Soudal Quick-Step Dev.       | + 13"    |
| 6       | Noah Hobbs             | Cont. Groupama-FDJ           | z.t.     |
| 7       | Gari Lagnet            | Dijon-Team Matériel-Velo.com | z.t.     |
| 8       | Zeno Moonen            | Wanty-ReUz-Technord          | z.t.     |
| 9       | Jon Rye-Johnsen        | U Nantes Atlantique          | z.t.     |
| 10      | Joes Oosterlinck       | Bingoal WB Dev.              | z.t.     |
| 11      | Henrik Pedersen        | Uno-X Mobility Dev.          | z.t.     |
| 12      | Milan De Meester       | Urbano-Vulsteke              | z.t.     |
| 13      | Jesse Kramer           | Visma\|Lease a Bike Dev.     | z.t.     |
| 14      | Stefan Verhoeff        | Universe                     | z.t.     |
| 15      | Léandre Lozouet        | Arkéa-B&B Hotels Cont.       | z.t.     |
| 16      | Enzo Boulet            | U Nantes Atlantique          | z.t.     |
| 17      | Guillaume Bagou        | Étupes                       | z.t.     |
| 18      | Len De Pauw            | Urbano-Vulsteke              | z.t.     |
| 19      | Rait Ärm               | Van Rysel-Roubaix            | z.t.     |
| 20      | Thomas Morichon        | Dijon-Team Matériel-Velo.com | z.t.     |